# Гумба Астамур Даурович
Астамур Даурович Гумба (22 липня 1989, Сухумі — 28 червня 2022, Дементіївка, Харківська область) — український доброволець, військовослужбовець 130-го батальйону територіальної оборони 241 ОБрТрО міста Києва. Син української журналістки Наталії Іщенко.

## Життєпис
Народився 22 липня 1989 в Сухумі. За словами матері, Наталії Іщенко, це відбулося під постріли в час комендантської години.
Початок війни в Абхазії 1992 року застав Астамура в дитячому садочку, звідки його забрала мати. Через кілька тижнів після початку бойових дій сім'я виїхала до Києва, Астамуру було 3 роки. Батьком, який його виховав, став український журналіст і активіст Революції на граніті Сергій Моругін.
Закінчив київську школу № 78.
Закінчив філософський факультет КНУ імені Тараса Шевченка, здобув політологічну освіту. Працював у галузях консалтингу та ІТ.
Брав участь в волонтерських проєктах, зокрема, піклувався про онкохворих дітей в лікарні «Охматдит».
Переїхав жити та продовжувати навчання на Балкани, в Університеті Чорногорії.
24 лютого 2022 року пішов добровольцем до ЗС України, хоча не мав українського громадянства.
Загинув 28 червня у селі Дементіївка в Харківській області. Офіційно батькам повідомили, що позиція Астамура зупинила наступ на Харків. Усі військові з тієї позиції, за словами його матері, загинули на місці або згодом від поранень.
Похований в Києві на Берковецькому кладовищі.

## Нагороди
- Орден «За мужність» III ступеня (20 жовтня 2022, посмертно) — за особисту мужність і самовіддані дії, виявлені у захисті державного суверенітету та територіальної цілісності України, вірність військовій присязі[8]